# La spia in nero (film 1939)
La spia in nero (The Spy in Black) è un film del 1939, diretto da Michael Powell.
Con questo film inizia la collaborazione di Michael Powell con il produttore, sceneggiatore e regista Emeric Pressburger.

## Trama
Nel corso della prima guerra mondiale il capitano Hardt, comandante dell'U-Boot 29, un sommergibile tedesco, viene incaricato di raggiungere un'isola delle Orcadi per contattare una spia, Fräulein Tiel, la quale appena giunta nell'isola, si cela sotto l'identità della nuova maestra della locale scuola elementare. Tiel ha assunto l'identità di Miss Anne Burnett, una ragazza alla quale era stata appena assegnato quell'incarico e che era in procinto di raggiungere l'isola, rapita poi da agenti tedeschi.
Loro compito è quello di ricevere i piani segreti della Royal Navy, tramite un ufficiale inglese traditore, l'ex comandante Ashington, degradato per demerito (ubriachezza al comando), e trasmetterli agli U-Boot tedeschi, che saranno così in grado di affondare quindici navi nemiche di stanza a Scapa Flow.
Il capitano Hardt raggiunge quindi di notte l'isola con il suo sommergibile e sbarca a terra con una piccola imbarcazione. Qui viene accolto da Fräulein Tiel, la quale lo alloggia nella villetta adiacente alla scuola, in cui ella stessa abita. Il capitano si sente attratto dalla giovane e graziosa spia, ma ella mantiene le distanze con un comportamento rigido e severo. Il mattino dopo sopraggiunge Ashington che fa la conoscenza con Hardt ed inizia a trasmettergli importanti informazioni segrete, che egli dice di reperire dal suo ignaro fratello, comandante di una unità navale britannica.
Il piano sembra quasi andare a monte quando il fidanzato di Anne Burnett, il reverendo John Harris, arriva inaspettatamente nell'isola a trovare la sua promessa sposa; egli mentre si dirige verso la scuola, incontra il locale reverendo, Hector Matthews con la moglie, e questi, felici dell'incontro, lo invitano con la sua fidanzata a cena da loro la sera stessa.
Le spie riescono comunque a catturare Harris e ad imbavagliarlo, ma a sera tarda arriva Matthews visibilmente irritato, per sapere la ragione per cui i due fidanzati non si sono presentati a cena. Tiel con uno stratagemma, dicendo che Harris è stato colto da una improvvisa febbre, riesce a tranquillizzare il reverendo e a mandarlo via. Nei giorni che seguono, Tiel, dapprima insofferente e scostante alle pur garbate avances del capitano Hardt, inizia ad apprezzare il carattere e la personalità dell'uomo, pur continuando a mantenere con questo un comportamento severo e disciplinato. Hardt, invaghitosi ormai dell'affascinante ragazza, le promette che, a missione ultimata, la porterà con sé sul suo U-Boot e di lì a Berlino dove avrà tutti gli onori dall'alto comando tedesco.
Ashington comunica infine a Hardt i piani definitivi sui movimenti della flotta britannica e questo, convinto e fiducioso della veridicità di questi, concordato un appuntamento con il suo sommergibile, li trasmette ai suoi uomini. Tornando a casa il comandante tedesco ha però un'amara sorpresa; infatti, non visto, ascolta Tiel che conversa segretamente con Ashington: gli inglesi sono pienamente consapevoli della presenza di Hardt sull'isola e la sua missione e i suoi contatti sono con agenti britannici: Ashington è infatti il comandante Blacklock, e Fräulein Tiel è Jill, sua moglie.
Mentre Jill si prepara a lasciare l'isola con il traghetto, Blacklock torna a casa per arrestare Hardt, ma questo nel frattempo si è travestito da reverendo con gli abiti dell'ancora imbavagliato reverendo Harris e riesce a salire a bordo della nave su cui, oltre a Jill, vi sono numerosi civili, con donne e bambini, e otto militari tedeschi fatti prigionieri degli inglesi.
Blacklock intanto informa il suo comandante della fuga di Hardt, e rivela che gli inglesi avevano appreso del piano, perché, anche se la vera Miss Burnett era stata rapita e poi gettata in mare dagli agenti tedeschi, questa era fortunatamente sopravvissuta nella caduta ed era stata salvata da una motovedetta inglese di passaggio, informando poi il comando britannico dell'isola.
Sul traghetto intanto Hardt, tolti gli abiti da reverendo e indossati quelli da ufficiale della Kriegsmarine, incontra nella plancia Jill comunicandole di aver scoperto il suo doppio gioco, poi riesce a liberare i prigionieri tedeschi ed a prendere il comando della nave, che viene però intercettata dal suo stesso sommergile, l'U-Boot 29, il cui primo ufficiale Schuster dà ordine di emergere e colpire a cannonate la motonave.
Hardt tenta freneticamente di segnalare ai suoi uomini del sommergibile la sua presenza sul traghetto, ma è troppo tardi, alcune bordate colpiscono la motonave che inizia a imbarcare acqua.
Improvvisamente sopraggiungono le navi da guerra inglesi, allertate da Blacklock, l'U-Boot cerca frettolosamente di immergersi ma viene colpito da bombe di profondità ed esplode. Intanto, sul traghetto che sta affondando, il capitano e il suo equipaggio mettono in salvo sulle scialuppe di salvataggio i civili, le donne e i bambini.
Hardt, rimasto solo a bordo, si rende conto che tutto è ormai perduto, il suo sommergibile è stato affondato ed egli, pur non essendo il traghetto la sua nave, decide di affondare con esso.
La missione è finita e Jill può finalmente riabbracciare suo marito, non senza una punta di tristezza per la fine del comandante Hardt.

## Produzione
Il film fu prodotto dalla London Film Productions e dalla Harefield, ovvero la Irving Asher Productions. Venne girato alle Isole Orcadi, seconda visita di Powell alle isole scozzesi dopo Ai confini del mondo del 1937.

## Distribuzione
La Columbia Pictures Corporation distribuì la pellicola nel Regno Unito il 30 ottobre, dopo una prima presentazione londinese il 15 marzo 1939. Sempre nello stesso anno, il film era uscito in Danimarca (21 agosto), nei Paesi Bassi (22 settembre), negli Stati Uniti (5 ottobre a New York e 7 ottobre in sala). Nel 1940, fu distribuito in Francia (13 marzo), in Australia (aprile), in Messico (3 maggio). In Portogallo, dove uscì il 10 giugno 1942, prese il titolo O Espião Negro. In Belgio, fu presentato a Bruxelles il 27 aprile 1945 e, in Francia, ne venne fatta una riedizione distribuita il 13 giugno 1946, mentre in Spagna uscì a Madrid il 17 febbraio 1947 come El espía negro.

### Riconoscimenti
Nel 1939 il National Board of Review of Motion Pictures l'ha inserito nella lista dei migliori dieci film dell'anno.